# Blommansatsningen
Blommansatsningen, formellt särskilda insatser i utsatta bostadsområden, var en socialpolitisk satsning i Sverige som var inriktad på  utsatta områden karaktäriserade av utanförskap. Satsningen pågick under budgetåren 1995/1996-1998/1999 i åtta kommuner, Botkyrka kommun, Göteborgs kommun, Haninge kommun, Huddinge kommun, Malmö kommun, Solna kommun, Stockholms kommun och Södertälje kommun, och som uppkallades efter Leif "Blomman" Blomberg som var minister med ansvar för integrationsfrågor under åren 1994-1998. Blommansatsningen uppgick till cirka 700 miljoner kr.
Satsningen inriktade sig i första hand på att arbetslösa invandrare i utsatta områden skulle komma in på den svenska arbetsmarknaden, genom olika kompetenshöjande åtgärder.
Blommansatsningen följdes direkt av Storstadssatsningen 1999-2004 i sju av de åtta kommunerna.

## Utvärdering
Utvärderingen av blommansatsningen visade på att det var svårt att tala om måluppfyllelsen i frågan om minskad arbetslöshet, segregation och huruvida den var bra utifrån ett samhällsekonomiskt perspektiv. Det fanns inte någon enhetlig eller systematisk plan för utvärdering så kommuner gjorde uppföljning på olika sätt. Det skedde ingen omfattande uppföljning i relation till kostnaderna för hundratalet projekt som genomfördes. Utvärderingen visar att kommuner använde blommanpengarna till att kompensera för andra satsningar de redan betalat. Utredarna har försökt få in uppgifter för en utvärdering men framför att: "I efterhand kan vi konstatera att de uppgifter som vi fått in med denna rundfrågning inte är tillräckliga för en kvantitativ beskrivning och analys av hur Blommanpengarna använts." Utvärderingen konstaterar dock att Blommasatsningen medfört en positiv effekt rörande att tid avsatts för att arbeta med satsningens frågeställningar.